# 작업치료

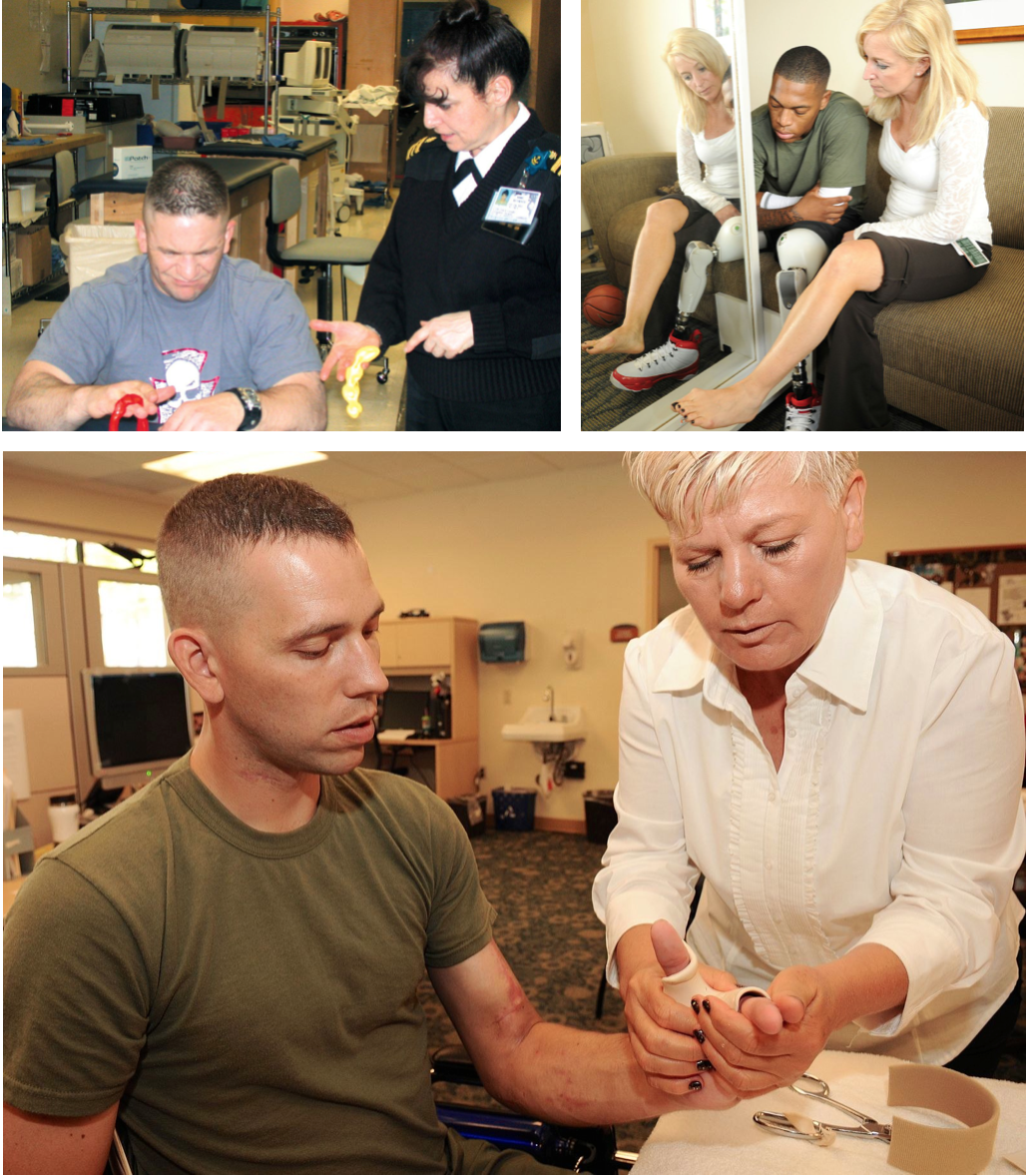

작업치료(作業治療 영어：Occupational Therapy)의 정의는 다양하다. 그 중 대표 할 만 한 세계작업치료연맹(World Federation of Occupational Therapists: WFOT)의 작업치료의 정의는 다음과 같다. '작업치료란 대상자 중심의 철학실현을 바탕으로, 작업을 통하여 사람의 삶을 건강하고 안녕(well-being)으로 이끄는 보건전문분야이다. 작업치료의 주된목표는 사람들이 일상의 생활활동에 참가할 수 있도록 하는 것이다. 작업 치료사는 이러한 목적을 실현하기 위하여 사람들이 원하는 활동, 해야만 하는 활동, 혹은 할 것으로 기대되는 활동에 참여할 수 있도록 그들과 함께 일하거나, 혹은 그들이 속한 사회와 일하는 사람들이다. 사람들의 활동참여를 극대화 하기 위하여 작업치료사는 그 생활활동 자체를 수정하거나, 환경을 변화시키거나 혹은 도움줄 수 있는 보다 나은 방법을 제시한다. 이와 더불어 한국의 대한작업치료협회에서는 작업치료에 대하여 '신체적, 정신적 그리고 발달과정에서 어떠한 이유로 기능이 저하된 사람에게 의미 있는 치료적 활동(작업)을 통해 최대한 독립적으로 일상생활을 수행하고 능동적으로 사회생활에 참여함으로써 행복한 삶을 영위할 수 있도록 치료, 교육하는 보건의료의 한 전문분야이다.'라고 정의하고 있다.

## 작업 (Occupational Therapy)
세계작업치료연맹(WFOT) 에 의하면, “작업치료에서 말하는 작업은 개개인이 가족과 지역사회에서 시간을 보내며 삶의 의미와 목적을 부여하는 일상의 활동을 의미한다. 미국 작업치료사협회(American Occupational Therapists Association: 이하 AOTA)는 인간활동인 작업을 시간과 발달에 따라 세부적으로 나누어 아래와 같이 총 8가지 영역으로 분류한다.

### 작업영역분류
1. 휴식과 수면 (Rest and Sleep) : 다른 활동에 건강하고 능동적인 참여를 하도록 지원하기 위한 회복적 휴식과, 수면을 취하는 것과 관련된 활동이다. 휴식은 신체적, 정신적 활동을 중단하고 고요하고 노력없는(effortless) 행동에 참여함으로 인해 이완된 상태가 되는 것을 의미한다.
2. 기본 일상생활활동 (Basic/Personal Activities of Daily Living) : 자기 자신의 몸을 돌보는 것에 중점을 둔 활동으로, 사회적 세계에 살기 위해 기초적인 것으로, 기본적 생존 및 안녕을 가능하게 한다.
3. 복합 일상생활활동 (Instrumental/Complex/Domestic Activities of Daily Living) : 가정 및 지역사회 안에서 일상의 삶을 지원하는 활동으로, 주로 기본 일상생활활동보다 더 복잡한 상호작용이 필요하다.
4. 놀이 활동 (Play) : 즐거움, 재미, 오락, 기분전환을 제공하는 모든 종류의 자발적이거나 조직적인 활동이다.
5. 교육활동 (Education) : 교육적 환경에서 학습하고 참여하기 위해 필요한 활동으로, 정기교육과 비정규적 교육 활동이 해당한다.
6. 생산활동 (Work / Productive activity) : 노동 또는 노력, 물건 만들기, 구조화하기, 생산하기, 서비스나 생활과정 및 운영을 조직화하기, 생산적 활동을 위한 계획 및 평가 등의 금전적 보상이 있는 활동이 해당되고, 또한 금전적 보상이 있거나 없이 수행되는 공헌(헌신)적인 활동, 자원활동도 포함된다.
7. 여가 (Leisure) : 비강제적인 활동으로써 내적 동기가 있으며 자발적 시간에 참여하는 것으로, 자발적 시간이란 일, 자조활동, 또는 수면과 같은 의무적인 작업에 헌신하지 않는 시간을 의미한다.
8. 사회적 참여 (Social Participation) : 지역사회와 가족 활동, 그리고 동료와 친구들과 관련된 활동에 원하는 참여를 하도록 하는 하나 이상의 활동이 혼합(interweaving)된 것이다. 목적은 타인과의 사회적 상황과 관련된 활동들에 관여하는 것으로, 사회적으로 독립되어야 할 활동과 공동으로 해야 할 활동의 적절함을 목적으로 한다.

## 작업치료 중재 (Occupational Therapy Intervention)
작업치료중재는 일상생활과 작업수행이 어려운 사람들에게 작업을 통해 기능장애를 개선하거나, 일상생활과 작업수행기술을 발달, 회복, 유지하는 데 목표를 두고 이뤄진다. 작업치료중재과정은 작업치료 서비스 필요유무를 파악하기 위한 작업프로파일과 수행분석을 실시하는 '평가'와, 평가를 토대로 한 '중재', 중재를 통한 '결과 및 성과'로 이뤄진다.
작업치료 중재를 분류하는 데는 몇 가지 관점이 있다. 작업을 통해 신체 및 정신기능과 같은 개인의 기능적 요인을 회복하는 중재를 회복적 중재모델(Restorative model), 작업을 통해 작업수행기술이 습득, 향상하는 중재를 습득적 중재모델(Acquisitional model), 환경이나 도구를 사용하거나 과제를 조정하여 작업수행이 가능하게 중재하는 경우를 보상모델(Compensatory model), 작업수행향상을 위해 교육을 시행하는 중재를 교육적 모델(Educational model)이라고 한다.

## 작업치료 대상자
기본적으로는 생애전반에 걸친 모든 사람에게 일상에서의 과제 또는 작업환경에서 수행이 어려운 사람들이 작업치료 서비스 대상자가 된다. 작업치료사가 만나는 사람은 정신적, 신체적, 발달적, 사회 또는 정서적 기능장애나 환경적 제한으로 인해 일상생활과 작업수행이 어려운 사람들이다. 이 대상자에는 신체장애가 있는 사람, 정신장애가 있는 사람, 발달장애, 치매 등 생애 발달과정의 제한이 있는 사람이 있고, 사회문화적으로 제한이 있는 이주자, 환경적 제한이 있는 사람이 포함된다.

## 작업치료의 범위
2015년 개정된 작업치료의 업무범위제 2조 4절에서는 작업치료사의 업무범위를 신체적, 정신적 기능장애를 원활하게 회복시키기 위하여 일상생활에서 사용하는 물체나 기구를 활용한 감각, 활동훈련, 작업적 일상생활훈련, 인지재활치료, 삼킴장애재활치료, 상지(上肢)보조기 제작 및 훈련, 작업수행분석 및 평가업무, 그 밖의 작업요법적 훈련, 치료 업무로 규정하고 있다.

## 한국 작업치료의 역사
한국에 작업치료가 행해진 것은 6.25 전쟁이 발발한 1950년 이후이다. 한국전쟁 당시 전쟁터에서 다친 군인의 보다 효율적인 치료를 위해 미국의 보호아래 작업치료사를 양성하기 위한 교육기관이 설치되었다. 보다 본격적인 작업치료가 한국에 소개된 것은 1952년 부산 동래에 전상자를 치료하기 위해 설립되었던 ‘정양원'이 1953년 한국 재활의학의 발상지가 된 ‘국립재활원'으로 변경되면서부터라 할 수 있다. 이곳의 의무과장을 지낸 오정희는 New York University Medical Center의 재활의학 연구소에서 재활의학 분야를 수료하고 돌아와 한국 재활의학의 중추적인 역할을 하였다. 또 한국 여성으로 미국에 건너가 한국인 최초로 미국 작업치료사 면허를 취득했던 Esther Park이 한미재단 직원으로 60년대 초 고국에 돌아와 국립재활원에서 오정희와 함께 작업치료사 양성교육을 하면서 한국 작업치료의 서막을 열었다. 오정희와 Esther Park은 1969년 최귀자에게 작업치료를 교육시켜 최귀자가 한국 최초의 작업치료사 면허를 취득하도록 하였다. 1970년 오정희에 의해 고대 부속병원에 재활의학과가 신설되면서 작업치료실이 개설된다. 1971년 Palmela Woolcott이 연세대학교 부속 세브란스병원(현 연세대학교 의료원)에 작업치료실을 개설하였다.
고대 부속병원, 연세대 부속 세브란스병원, 전주 예수병원 등 각 병원의 수습과정을 통해 작업치료사가 양성되었고, 1979년 연세대학교 원주의과대학 보건학과가 설립되면서 정규교육과정을 거친 작업치료사를 배출하게 된다. 그 이후 1987년에 재활학과라는 독립된 학과로 분리되지만 작업치료와 물리치료를 동시에 배워 심도있는 작업치료 교육이 어려웠다. 1991년부터는 작업치료와 물리치료 전공이 완전히 분리되어 작업치료 교육이 전문적으로 실시 되었다.
1993년에는 보건복지부로부터 승인을 받아 사단법인 대한작업치료사협회를 발족. 협회는 95년 아시아 태평양 작업치료사협회에 가입하였고 98년에 세계작업치료사연맹(World Federation of Occupational Therapist. WFOT)에 49번째로 정식회원국으로 가입하였다.
- 1950년대 - 한국전쟁 중 부상당한 군인들을 치료하기 위해 외국 작업치료사가 입국하여 시작
- 1953년 - 최초 재활원인 정양원이 ‘국립재활원'으로 변경
- 1960년대 - 작업치료사 면허제도 시행 및 국립 재활원에서 양성교육시작
- 1969년 - 한국 최초로 최귀자 작업치료사 면허 취득
- 1970년 - 고려대 부속병원에 작업치료실 개설
- 1971년 - 연세대 부속 세브란스병원에 작업치료실 개설
- 1979년 - 연세대 원주의과대학 보건학과 설립 및 작업치료 전공
- 1987년 - 재활학과(물리치료, 작업치료를 함께 배움)
- 1991년 - 작업치료와 물리치료 전공 분리
- 1993년 - 사단법인 대한작업치료사협회 (KAOT: Korean Association of Occupational Therapists) 창립
- 1995년 - 아시아 태평양 작업치료사협회에 가입
- 1998년 - 세계작업치료사연맹 가입